# Opielanka
Opielanka – wieś w Polsce położona w województwie kujawsko-pomorskim, w powiecie radziejowskim, w gminie Topólka. Opielanka należy do sołectwa Głuszynek.
W latach 1975–1998 miejscowość administracyjnie należała do województwa włocławskiego.

## Historia wsi
W wieku XIX Opielanka wieś znana jako: folwark i wieś w  powiecie nieszawskim, gminie Czamanin, parafii Świerczyn, odległe 28 wiorst od Nieszawy, w roku 1885 ma 109 mieszkańców, wiatrak, pokłady torfu, nad jeziorem  mającym 17 mórg obszaru. 
Charakterystyka dóbr Opielanka.
Dobra Opielanka składały się w 1879 r. z folwarku Opielanka i Rogalki oraz wsi: Opielanka, Miłachów i Zgniły. Rozległość mórg 508 w tym: folwark Opielanka, gruntu ornego i ogrodów mórg 271, łąk mórg 43, pastwisk mórg 2, wody mórg 19. Osada młyńska mórg 4, nieużytków mórg 7, razem mórg 345, budynków murowanych 10, płodozmian 10 połowy. 
Folwark Rogalki, gruntu ornego i ogrodów mórg 136, łąk mórg 23, wody mórg 2, nieużytków mórg 2, razem mórg 163, budynków murowanych 2, z drzewa 1. 
Wieś Opielanka osad 12, z gruntem mórg 10, wieś Miłachów osad 8, z gruntem mórg 13, wieś Zgniły osad 10, miały gruntu mórg 56. 
Folwark Miłachowo, został wydzielony z obszaru dóbr przed 1879 rokiem.